# Zimmerwald (Notabelnfamilie)

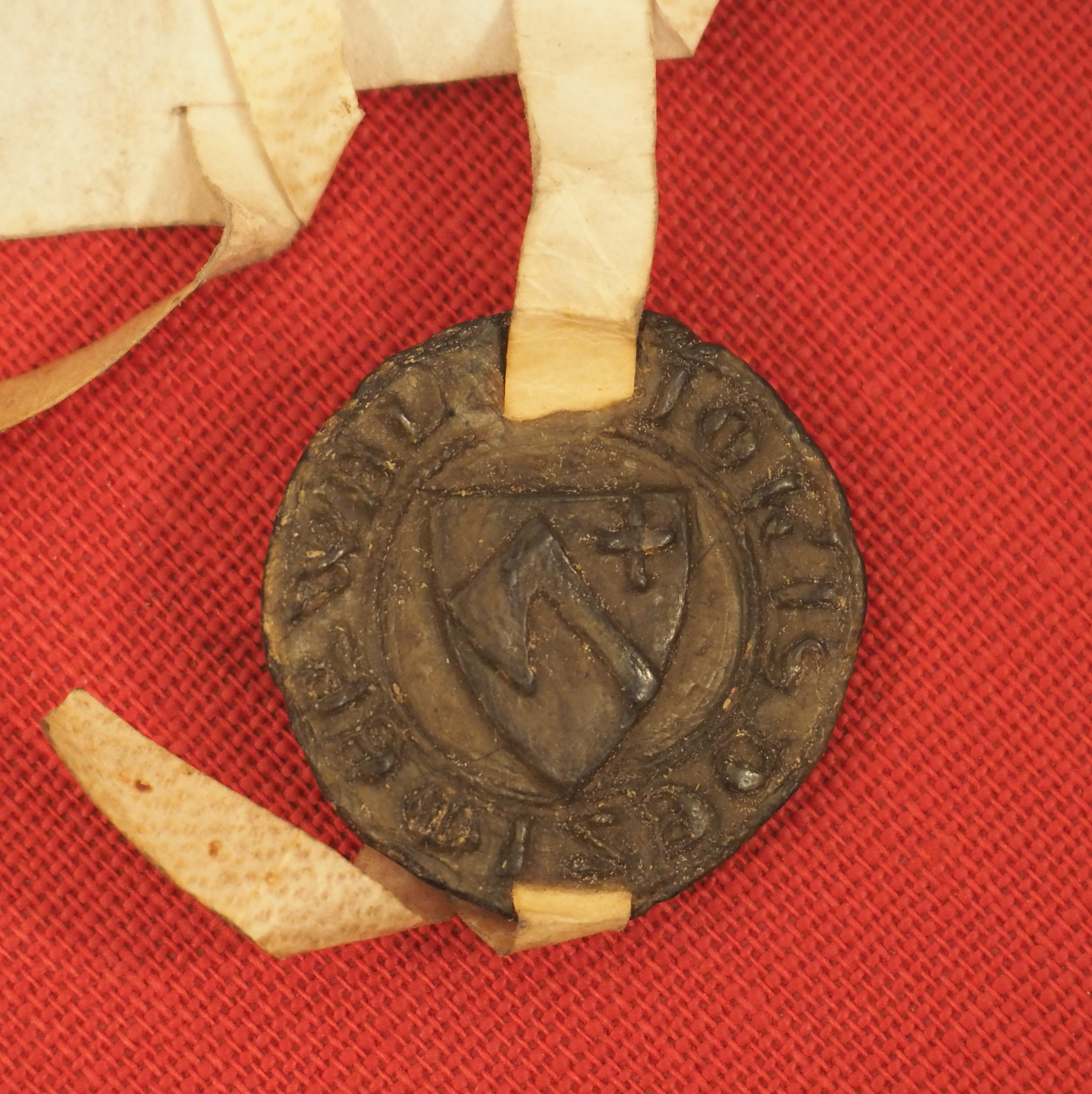
Siegel Johann von Zimmerwald (1360)

Die Familie von Zimmerwald war eine Berner Notabelnfamilie des Spätmittelalters.
Die von Zimmerwald stammten aus Zimmerwald. Johann von Zimmerwald war in Belp und Niederwichtrach begütert und besass eine Hofstatt an der Kirchgasse, bei der Leutkirche. Johann von Zimmerwald war Testamentsvollstrecker der Spitalstifterin Anna Seiler.
Das Siegel des Johann von Zimmerwald zeigt einen Wappenschild mit Zimmermannsaxt und Kreuz.

## Personen
- Berchtold von Zimmerwald, Besitzer der Mühle und Stampfe in Holligen
- Burkhard von Zimmerwald,[3]
- Johann von Zimmerwald († vor 1371)[4], erwähnt 1342 bis 1367, Burger von Bern
- Margaretha von Zimmerwald, erwähnt 1410[5], Klosterfrau